# Viaduc de Martrou
 (mars 2010).
Si vous disposez d'ouvrages ou d'articles de référence ou si vous connaissez des sites web de qualité traitant du thème abordé ici, merci de compléter l'article en donnant les références utiles à sa vérifiabilité et en les liant à la section « Notes et références ».
Le viaduc de Martrou est un viaduc routier construit entre 1989 et 1991 dans le département français de la Charente-Maritime, en région Nouvelle-Aquitaine, en aval du pont transbordeur de Martrou, pour relier Rochefort à Échillais en franchissant la Charente.
Le viaduc permet le franchissement de la Charente pour se rendre vers Royan ou l'île d'Oléron (côté Échillais, au sud) ou vers La Rochelle et l'île de Ré (côté Rochefort, au nord).

## Historique
Il y eut donc un temps trois ponts alignés sur la Charente à ce niveau, mais le pont à travée levante de 1967 a finalement été démoli en 1991 après la mise en service du viaduc. Après avoir été payant pour les véhicules non immatriculés en Charente-Maritime, le viaduc est gratuit pour tous les véhicules depuis le 1er janvier 2004. Ainsi, le trafic routier a plus que doublé en deux ans [réf. nécessaire] et les ralentissements entre le viaduc et la sortie de la route venant de La Rochelle sont presque quotidiens.

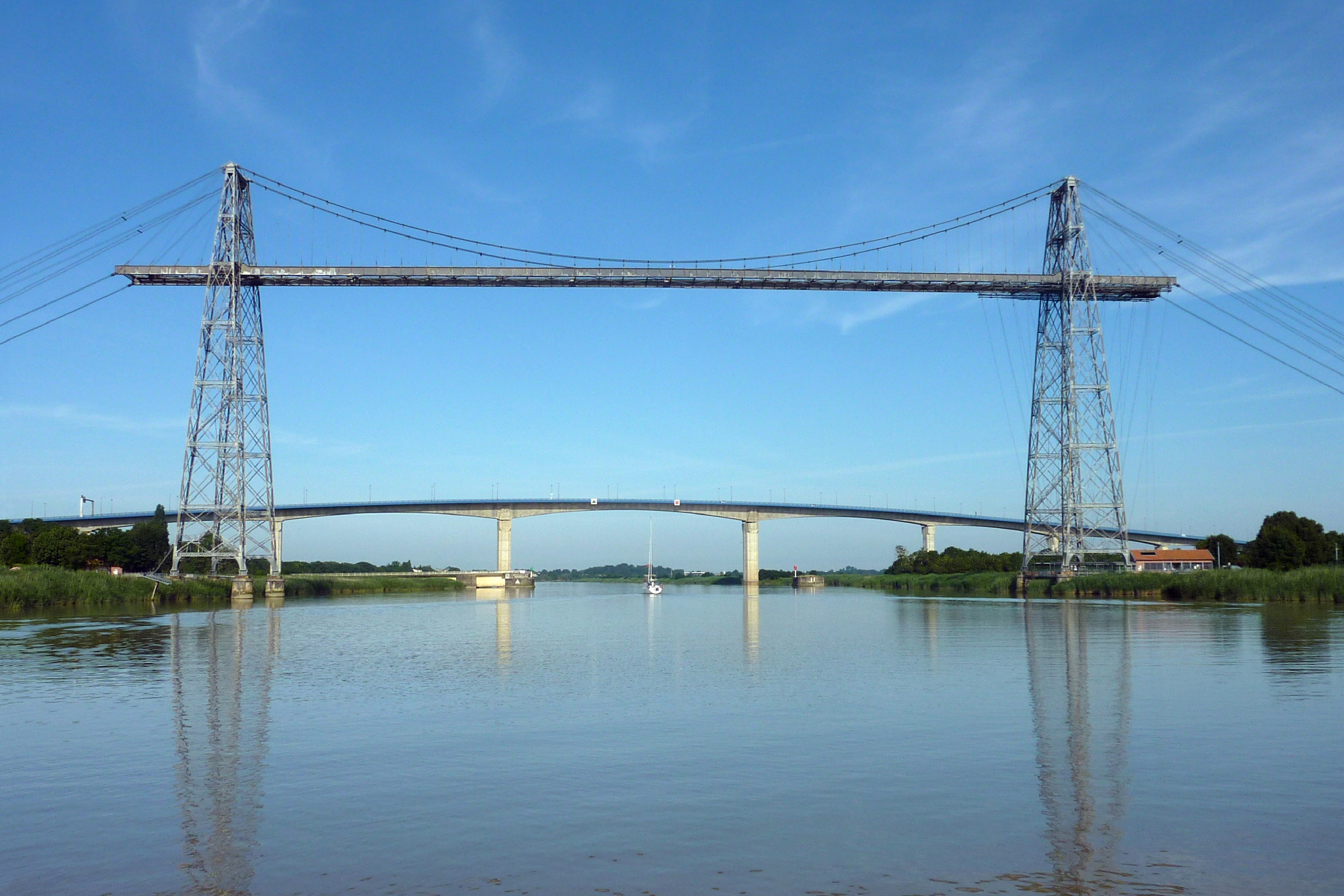
Le viaduc de Martrou derrière le pont transbordeur, vue vers l'Ouest

## Caractéristiques
- Longueur totale : 1 042,00 m hors culée creuse (45,5 m - 3 × 79 m - 99,5 m - 120 m - 99,5 m - 5 × 79 m - 45,5 m)
- Largeur : 17,80 m
- Nombre de piles : 12
- Travée centrale : 120 m de portée
- Travées d'accès : 79 m
- Hauteur au-dessus de la Charente : 42,17 m

## Fondations
- Constitution : semelles superficielles pour (3 piles), barrettes pour (7 piles), pieux pour (2 piles en Charente)
- Profondeur : 36,7 m

Les 2 piles en Charente encadrant la travée principale sont fondées sur 8 pieux de 2 m de diamètre inclinés à 15°, forés depuis une plateforme « offshore » jusqu'à 33,5 m sous La Charente. Les pieux sont coiffés par une semelle de 11 m de diamètre et de 2 m d'épaisseur. Ces 2 semelles dans le lit du fleuve sont de type « offshore », c’est-à-dire sans contact avec le fond marin, elles ont été réalisées au moyen d’une coque en béton préfabriquée.

## Tablier
- Constitution : poutre caisson en béton précontraint de hauteur variable
- Constitution des 10 fléaux des travées d'accès (longueur 79 m, hauteur variable de 3,5 m en clé à 5,5 m sur pile) : 1 VSP (longueur 7,0 m) + 10 paires de voussoirs de 3,50 m + 1 voussoir de clavage
- Constitution des 2 fléaux principaux (longueur 120 m, hauteur 3,5 m en clé à 8,0 m sur pile) : 1 VSP (longueur 7,0 m) + 18 paires de voussoirs de 3,08 m + 1 voussoir de clavage
- Construction des fléaux par encorbellements successifs au moyen de 3 paires d'équipages mobiles (2 paires pour les 10 fléaux de 79m et 1 paire pour les 2 fléaux de 120m)

## Intervenants
- Maître d'ouvrage : SEMDAS (créée par le Conseil général de la Charente-Maritime)[1]
- Maître d'œuvre : SETEC TPI
- Construction : Groupement Bouygues / Quillery (Eiffage)
- Équipages mobiles: Ersem

## Projets
Un projet de contournement de Rochefort-sur-Mer, par l'Est, est à l'étude. Il pourrait permettre un désengorgement du trafic automobile du viaduc de Martrou, ainsi qu'une liaison directe entre La Rochelle et le futur aéroport départemental de Saint-Agnant d'une part et Royan d'autre part. Ce projet est contesté par une association de riverains et par des élus écologistes locaux, qui lui préféreraient un prolongement de la liaison ferrée cadencée existant, déjà entre Rochefort et La Rochelle.